# И пала тьма
«И пала тьма» (англ. Darkness Falls) — двадцатый эпизод первого сезона американского телесериала «Секретные материалы». Премьера состоялась 15 апреля 1994 на телеканале FOX. Эпизод является «монстром недели», не связанным с основной «мифологией сериала». Сценаристом серии выступил создатель сериала Крис Картер, а режиссёром — Джо Наполитано. В серии снялись приглашённые звёзды Джейсон Бех и Титус Уэлливер. «И пала тьма» получила рейтинг Nielsen 8.0, это означает, что 7,5 миллиона домохозяйств смотрели данную серию во время премьеры, а также получила положительные отзывы критиков и экологическую премию СМИ за показ незаконных вырубок.
В сериале показаны специальные агенты ФБР Фокс Малдер (Дэвид Духовны) и Дана Скалли (Джилиан Андерсон), расследующие случаи, связанные с паранормальными явлениями, называемые X-Files. В этом эпизоде Малдер и Скалли начинают расследование исчезновения команды лесорубов в лесу. Изначально подозревая, что это дело рук экотеррористов, агенты сталкиваются с древней угрозой, скрывающейся в лесу. Создатель сериала Крис Картер был вдохновлён на написание сценария к этому эпизоду своей увлечённостью дендрохронологией, которая включает в себя анализ годичных колец нетропических пород деревьев. На концовку серии повлияло недоверие Картера к правительству, связанное с Уотергейтским скандалом.

## Сюжет
В национальном лесу Олимпик в штате Вашингтон группа лесорубов бежит по лесу, пытаясь спастись от некой опасности. Но в конечном счете они погибают от большого роя небольших светящихся зеленых насекомых.
Позже в штаб-квартире ФБР Фокс Малдер показывает напарнику Дане Скалли фото пропавших лесорубов, сказав ей, что ещё одна группа лесорубов исчезла подобным образом в лесу в 1934 году. Два агента отправляются в лес, где они встречают инспектора Федеральной лесной службы Ларри Мура, а также начальника службы безопасности лесодобывающей компании Стива Хамфриса. Во время поездки по лесу их автомобиль напарывается на шипы, оставленные на земле экотеррористами, заставляя их остаток пути пройти пешком. По прибытии на базу лесорубов Малдер и Скалли находят транспорт и коммуникационное оборудование уничтоженными. Осматривая лес, они находят труп, заключённый в большой кокон, висящий на дереве.
Во время ремонта одного из теплогенераторов Хамфрис задерживает одного из экотеррористов, Дага Спинни. Тот говорит группе, что в лесу смертельный рой насекомых, и что они должны избегать темноты, чтобы остаться в живых. На следующее утро они обнаруживают срубленные вековые деревья, с необъяснимыми полосами зелёного цвета, содержащиеся в годичных кольцах. Малдер подозревает, что некие организмы находились в спячке на протяжении веков в деревьях, но их покой был нарушен, когда дерево срубили. Хамфрис не верит этому, и уходит к внедорожнику Мура, чтобы уехать, но погибает от роя с наступлением темноты. Оставшиеся в лагере поддерживают освещение ночью, так как Скалли выясняет, что в зелёном годовом кольце находятся насекомые, не переносящие свет. На следующее утро Спинни убеждает Малдера, чтобы они отдали ему бензин, для того чтобы отправиться к своим коллегам, заправить джип и вернуться, забрав их. Скалли и Мур против, так как это оставит их почти без топлива для генератора.
Переждав ещё одну ночь в свете единственной лампочки и оставшись почти без топлива, агенты и инспектор решают идти к внедорожнику Мура с запасным колесом, но находят там труп Хамфриса. Прибывает Спинни на джипе, утверждая, что все его друзья погибли. Выжившие пытаются выбраться на джипе из леса, но напарываются на одну из ловушек экотеррористов. Спинни бежит в лес и погибает, а насекомые проникают в автомобиль через систему вентиляции и атакуют людей. Однако их находит команда спасателей, эвакуирует и помещает в карантин. Один из учёных сообщает Малдеру в карантине, что принято решение уничтожить данных насекомых с помощью пестицидов и управляемых пожаров.

## Производство
Крис Картер был вдохновлён на создание этого эпизода своей увлечённостью дендрохронологией, которая включает в себя анализ годичных колец нетропических пород деревьев, он считал, что деревья, которым тысячи лет, могут в конечном итоге выступать в качестве «капсул времени», которые прольют свет на события прошлого или откроют новые виды. Картер также связал окончание эпизода с его недоверием, растущим в период после Уотергейтского скандала, к правительству страны. Зелёные насекомые в этом эпизоде были созданы на компьютере и добавлены в период после съёмочного процесса. Крупные планы насекомых были сделаны с помощью фотографий микроскопических клещей.
Первоначально этот эпизод должен был стать бутылочным эпизодом, то есть серия, которая должна сниматься в одном месте и помочь сэкономить деньги, но ряд трудностей, в том числе плохая погода, увеличили затраты на производство, и это была одна из самых сложных серий для команды в сезоне. Этот эпизод снимался в долине Линн, Британская Колумбия, в нижней части Сеймурского заповедника, известного как Демонстрационный Сеймурский лес. Атмосфера на съёмочной площадке была довольно напряженной и к концу съёмок это привело к острым разногласиям между режиссёром Джо Наполитано и первым помощником режиссёра Владимиром Стефофф, после чего Наполитано отказался появляться на съёмочной площадке. «И пала тьма» была последним эпизодом сериала, который режиссировал Наполитано. Погодные условия задержали съёмочный процесс настолько, что пришлось доснимать некоторые моменты в других местах, чтобы успеть сделать серию вовремя. Задержки также были вызваны труднодоступностью места съёмок, генераторы, оборудование и камеры доставлялись с опозданием. Джейсон Бех, который играл рейнджера Ларри Мура, был другом детства Дэвида Духовны и он убедил его заняться актёрской карьерой. Товарищеские отношения между двумя актёрами, как говорят, помогали поднять настроение коллективу во время трудных съёмок серии.

## Рейтинги и отзывы
Премьера эпизода «И пала тьма» состоялась на телеканале Fox 15 апреля 1994, в Великобритании премьера состоялась на канале BBC Two 9 февраля 1995 года. Этот эпизод получил оценку 8,0 согласно рейтингу Нильсена, став 14 программой в рейтингах за неделю, то есть примерно 8 процентов всех телевизоров в стране показывали данный эпизод, и 14 процентов домашних хозяйств смотрели данную серию. Это эквивалентно около 7,5 млн домохозяйств.
В своём обзоре первого сезона Entertainment Weekly дал эпизоду оценку «B», назвав его сюжетную линию «жуткой». Зак Хандлен из The A.V. Club назвал «И пала тьма» «отличным» эпизодом, который «берёт правильные ноты». Он высоко оценил сюжет серии, сравнивая его с более ранней серией первого сезона «Лёд», и посчитал, что подход к экологическим темам был хорошо сделан. Мэтт Хэйг, колумнист Den of Geek положительно оценил неоднозначную тему эпизода, отметил в нём «мистику и силу», а также «надёжность и интриги» в сюжете. IGN назвал эпизод одним из своих пяти любимых монстров недели в шоу, отметив, что серия «имеет несколько интересных поворотов», и «умную» экологическую тематику.
Хотя автор сценария и создатель сериала Крис Картер утверждал, что «И пала тьма» была написана не с экологическим посылом, этот эпизод был удостоен четвёртой ежегодной премии Environmental Media Awards в 1994 году, победив в номинации «Лучшая драматическая телевизионная серия сериала». Сюжет серии был также адаптирован в новеллу в 1995 году писателем Лесом Мартином.